# Erich von Falkenhayn
Erich von Falkenhayn (Graudenz, Reino de Prusia, 11 de septiembre de 1861-Potsdam, 8 de abril de 1922) fue un general alemán. Ocupó los cargos de ministro de la Guerra de Prusia y jefe del Estado Mayor del Ejército germano durante los dos primeros años de la Primera Guerra Mundial. Dimitió de su puesto a finales del verano de 1916 tras el fracaso de la batalla de Verdún, el ataque aliado en el Somme, la ofensiva Brusílov y la entrada de Rumania en la guerra. Después dirigió importantes operaciones alemanas en Transilvania con el 9.º Ejército, a partir de julio de 1917 en Palestina al frente del Grupo de Ejércitos F y desde febrero de 1918 hasta el final del conflicto comandó el 10.º Ejército. Su reputación como jefe militar fue atacada por la facción que apoyaba a Paul von Hindenburg. Falkenhayn mantenía que Alemania no podría ganar la guerra a través de una batalla decisiva y debería negociar una paz, mientras que sus enemigos afirmaban que no tenía la resolución necesaria para vencer en el campo de batalla.

## Primeros años
Nacido en Burg Belchau, cerca de Graudenz en la provincia de Prusia Occidental, Erich Georg Anton Sebastian von Falkenhayn se convirtió en un militar de carrera. Entre 1896 y 1903 sirvió en la China de la dinastía Qing y entró en combate durante el Levantamiento de los bóxers. Posteriormente, el ejército lo envió a Brunswick, Metz y Magdeburgo, hasta alcanzar el rango de general de división. En 1913 se convirtió en ministro de la Guerra de Prusia, cargo desde el que actuó como uno de los personajes clave en la génesis de la Primera Guerra Mundial tras el asesinato del archiduque Francisco Fernando en Sarajevo. Como la mayoría de militares alemanes, no esperaba el desencadenamiento de una guerra mundial, pero muy pronto abrazó la idea y fue uno de los que aconsejaron al káiser Guillermo II declarar la guerra.

## Papel de Falkenhayn en la crisis de julio de 1914
El 5 y el 6 de julio, Falkenhayn y los otros militares del Alto Mando alemán, a saber, Helmuth von Moltke y Moriz von Lyncker apoyaron al káiser Guillermo II y al canciller Bethmann-Hollweg para dar al embajador de Austria-Hungría y al enviado especial de Francisco José, Alexander Hoyos (portador de una carta personal del emperador Guillermo II), la tranquilidad de que Alemania sostendría sin reserva las acciones que el Imperio austrohúngaro emprendiera contra Serbia.

## Primera Guerra Mundial

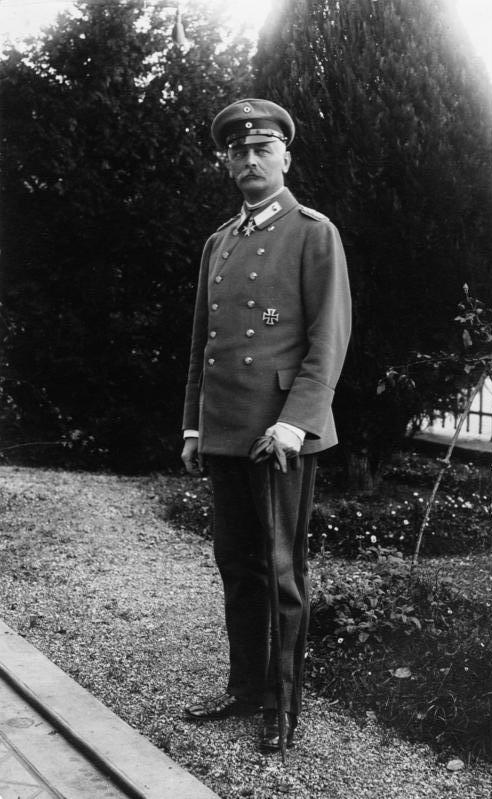
Erich von Falkenhayn en 1917.

Durante la Primera Guerra Mundial, Erich von Falkenhayn sucedió a Helmuth von Moltke como jefe del Estado Mayor del Ejército alemán el 14 de septiembre de 1914, tras la primera batalla del Marne. Al contrario que Moltke, Falkenhayn utilizaba tácticas mucho más elaboradas y cuidadas. Por esta época mantuvo discusiones con Paul von Hindenburg y Erich Ludendorff, pues ellos eran partidarios de enviar tropas al frente ruso, mientras que él creía que el objetivo principal era el Frente Occidental. Los adversarios de la estrategia de Falkenhayn contaban con el apoyo del Alto Mando austrohúngaro. El verdadero objetivo de Falkenhayn era el de evitar una guerra larga que agotara ambas economías, forzando batallas de desgaste con un número tan elevado de bajas que llevaran a los Aliados a negociar la paz, cosa que intentó durante la batalla de Verdún y también en la batalla del Somme, que finalizó con victoria de la Triple Entente.

### Ataque de Rumanía y al mando del frente rumano

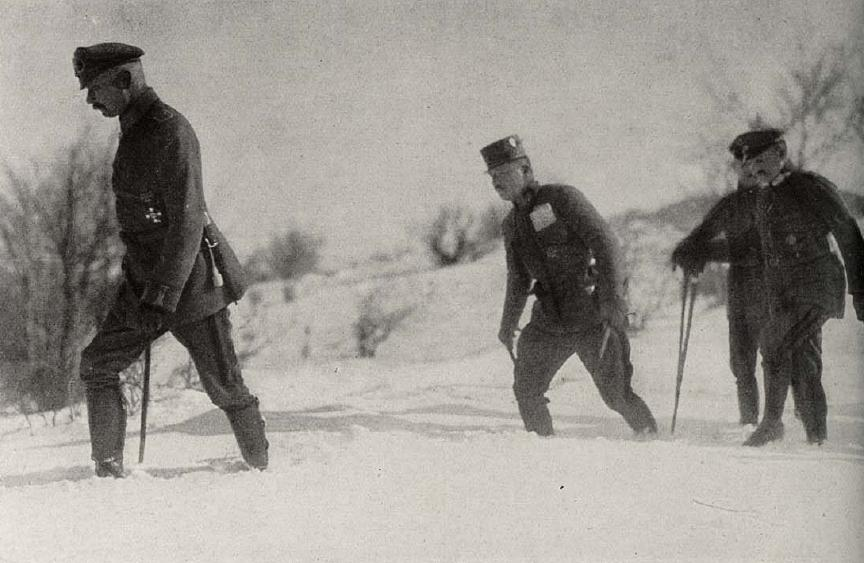
Von Falkenhayn en el frente rumano de Transilvania en el invierno de 1916.

El ataque de Rumanía el 27 de agosto de 1916 cogió a Falkenhayn desprevenido. Aunque había rumores desde hacía meses de la próxima entrada en la contienda de Rumanía del lado de la Triple Entente, Falkenhayn suponía que este se produciría en septiembre, tras la recogida de la cosecha. Su error al prever la fecha del ataque llevó al emperador Guillermo a dar momentáneamente la guerra por perdida. Pocos días después el káiser decidió sustituir a Falkenhayn por Paul von Hindenburg, dando paso a los partidarios de una guerra total, dispuestos a utilizar la guerra submarina para derrotar primero a Gran Bretaña y luego concentrarse en Francia y el Imperio ruso.
Falkenhayn fue enviado al frente transilvano, frenando rápidamente el avance rumano. Gracias a un ataque en pinza desde Bulgaria y Transilvania, consiguió derrotar a los ejércitos rumanos en Valaquia y conquistar la región, entrando en Bucarest a comienzos de diciembre de 1916.

### En Oriente Próximo
Después de este éxito, Falkenhayn fue destinado a Gaza a comandar tropas otomanas contra los británicos a principios de 1917. Sin embargo, en octubre fue derrotado por el general Edmund Allenby y perdió la ciudad santa de Jerusalén en diciembre. Después de estos fracasos, Falkenhayn decidió dimitir y fue sustituido por Liman von Sanders.